# Battaglia di Qarqar
La battaglia di Qarqar fu combattuta nell'853 a.C. tra un'armata assira, guidata da Salmanassar III, e un'alleanza di paesi confinanti guidata da Hadadezer, re di Aram-Damasco.
Si svolse nell'odierna Siria occidentale, durante una campagna assira di conquista dei territori aramei. È descritta nella stele di Kurkh ed è nota per aver avuto un numero di combattenti più grande di ogni battaglia precedente, oltre ad essere la prima occasione in cui vengono menzionati alcuni popoli, come gli Arabi. La battaglia avvenne presso il fiume Oronte subito dopo il saccheggio assiro dell'antica Qarqar, oggi sito archeologico di Tell Qarqur (che fu abitato fino al XIII secolo), vicino l'odierna Qarqur.

## I dodici re
L'alleanza che si contrappose a Salmanassar è denominata "dei dodici re", anche se nella stele di Kurkh ne compaiono undici, perché in accadico è un termine generico per denominare un'alleanza vasta. Il numero di armati e le loro dotazioni sono riportati con dovizia di particolari sulla stele, per quanto gli studiosi disputino sull'esattezza di alcune cifre.

## Prodromi della battaglia
Secondo le iscrizioni assire, Salmanassar iniziò la sua campagna annuale lasciando Ninive il 14º giorno di Iyar. Attraversò Tigri ed Eufrate senza incidenti, ricevendo la sottomissione e il tributo di molte città lungo la strada, inclusa Aleppo. Dopo Aleppo, egli incontrò la prima resistenza dalle truppe di Irhuleni, re di Hama, che sconfisse, prima di saccheggiare sia i palazzi sia le città del regno di Irhuleni. Nel proseguire la sua marcia, dopo il sacco di Qarqar, incontrò le forze alleate vicino al fiume Oronte. Un gruppo di regni della regione, abitati da popolazioni di ceppo semitico (come semiti erano gli stessi Assiri), si erano infatti coalizzati per cercare di opporsi alla politica espansionistica assira.
Gli eserciti erano grossomodo di dimensioni simili, anche se gli assiri avevano più cavalleria e arcieri. Secondo la stele di Kurkh, fonte principale degli avvenimenti, vi presero pure parte mille cavalieri montati su dromedari inviati da Gindibu, re arabo di territori situati nel nord-est dell'attuale Giordania. 

## Forze in campo
- Re Hadadazer in persona comandava 1 200 carri, 1 200 cavalieri e 20 000 soldati;
- Re Irhuleni of Hamath comandava 700 carri, 700 cavalieri e 10 000 soldati;
- Re Acab di Israele mandò 2 000 carri e 10 000 soldati;
- Il regno di KUR Gu-a-a, identificato come Que-Cilicia, mandò 500 soldati;
- La terra di KUR Mu-us-ra-, identificato come Masura, sbocco del fiume Düden[5] mandò 1 000 soldati;
- La terra di Irqanata (Tell Arqa) mandò 10 carri e 10 000 soldati;
- Re Matinu Baal di Arwad mandò 200 soldati;
- La terra di Usannata (nella regione del Monte Libano) mandò 200 soldati;
- Del re Adunu Baal di Shianu (nella catena montuosa costiera siriana)[6] non si sa molto;
- Re Gindibu d'Arabia mandò 1 000 uomini su cammelli;
- Re Ba'asa, figlio di Ruhubi, della terra di Ammon, mandò 100 soldati.

## La battaglia e conseguenze
Non vi sono resoconti dettagliati della battaglia. Lo scontro fu violento, ma breve, visto che Hadadazer ordinò la ritirata per le troppe perdite. Salmanassar reclamò la vittoria, gloriandosi di aver inflitto al nemico 14 000 perdite, la cattura di moltissimi carri e cavalli e descrivendo il danno inflitto ai suoi avversari con dettagli brutali.
Tuttavia non ci si può affidare granché alle iscrizioni reali assire, di carattere propagandistico, che ad esempio non riportano mai sconfitte e sono spesso imprecise nell'attribuzione di vittorie in realtà opera di predecessori. Tant'è che vengono riportate nel decennio successivo diverse altre campagne contro Hadadazer, che almeno due volte fu sostenuto da Irhuleni di Hama, a significare che nemmeno le conquiste precedenti la battaglia erano risultate definitive.
Se fu vittoria assira, in ogni caso non fu netta, non portando ad altre conquiste immediate in quella campagna. Inoltre tutti gli oppositori di Salmanassar sembrano essere sopravvissuti alla battaglia, anche se Acab d'Israele morì poco dopo in un'altra battaglia. Hadadazer continuò a regnare per altri dodici anni, almeno fino all'841 a.C..